# گورکانهای کربلایی حیدر
گورکانهای کربلایی حیدر مربوط به هزاره اول قبل از میلاد است و در شهرستان کلیبر، بخش مرکزی، دهستان پیغام چایی، نوجده سفلی واقع شده و این اثر در تاریخ ۲۷ بهمن ۱۳۸۷ با شمارهٔ ثبت ۲۴۵۰۴ به‌عنوان یکی از آثار ملی ایران به ثبت رسیده است.